# 하라촌 (히로시마현 사에키군)
하라촌(일본어: 原村)은 일본 히로시마현 사에키군에 있던 촌이다. 현재의 하쓰카이치시의 일부 해당한다.

## 역사
- 1889년 4월 1일 - 정촌제 시행에 의해 사에키군 하라촌이 발족하였다.
- 1956년 9월 30일 - 헤라촌, 미야우치촌, 지고젠촌과 합병해 하쓰카이치시가 신설하여 폐지되었다.

## 참고문헌
- 角川日本地名大辞典 34 広島県
- 『市町村名変遷辞典』東京堂出版、1990年。